# Kenneth McIntyre
Kenneth Gordon McIntyre (22 de agosto de 1910 - 20 de maio de 2004) foi um professor católico de Literatura, Direito e historiador australiano que apresentou no seu livro «The Secret Discovery of Australia. Portuguese ventures 200 years before Captain Cook», de 1977, que tinha sido o português Cristóvão de Mendonça e Gomes Sequeira os primeiros navegadores europeus a chegarem à Austrália.
Leitor de Literatura Inglesa na Universidade de Melbourne
O Presidente a Republica portuguesa general Ramalho Eanes concedeu-lhe a Comenda da Ordem do Infante D. Henrique.